# Roslyn-Wakari AFC
Der Roslyn-Wakari Association Football Club ist ein neuseeländischer Fußballklub aus Dunedin in der Region Otago.

## Geschichte
Der Klub wurde im Jahr 1909 nach einer Fusion von Roslyn (gegründet 1888) und Wakari (gegründet 1898) begründet. Der Klub beruft sich selbst aber auf das Gründungsjahr von Roslyn.
In der Saison 1968 spielte der Klub in der Division 1 und stieg zur Saison 1978 in die Division 2 South ab. Von hier gelang zur Spielzeit 1980 aber wieder die Rückkehr in die nun Division 1 South heißende Liga. Nach der Saison 1984 schloss man die Liga auf dem ersten Platz als Meister ab und konnte sich so für die Playoffs, um die Relegation zur National Soccer League zu qualifizieren. Hier reichte es aber nur für den dritten Platz. Danach wechselte man jeweils für ein paar Jahre immer zwischen den beiden obersten Divisionen.
Nach zwei Meistertiteln in den Jahren 1991 und 1992 durfte der Klub dann in der Saison 1993 an der Superclub League teilnehmen. Mit 45 Punkten platzierte man sich hier innerhalb der Southern League sogar auch auf dem ersten Platz und nahm so an der National League teil. Mit acht Punkten verpasste man hier nur über einen Platz dann die K.o.-Phase. Über den zweiten Platz, folgte auch in der Saison 1994 die Teilnahme an der National League, diesmal reichte es für die nächste Runde da man es mit 13 Punkten auf den vierten Platz schaffte. Nach einem 0:2 gegen North Shore United, schied man jedoch in den Playoffs schließlich aus. In der Saison 1995 erreichte man ebenfalls als erster die National League, mit nur fünf Punkten reichte es hier jedoch nur für Platz sieben.
Zur Saison 1996 zog man sich von der höheren Spielklasse zurück und spielte nun wieder in der Division 1. Ab der Saison 2000 nahm man einen Platz in der neu eingeführten FootballSouth Premier League ein, wo man in der Spielzeit 2003 auch die Meisterschaft gewann. Bis heute ist man noch Teil der Liga.

## Erfolge
- FootballSouth Premier League
  - Meister (1): 2003